# Kathinka Evers
Kathinka Evers (Suecia, 1960) es una investigadora sueca del Centre for Research Ethics & Bioethics de la Universidad de Upsala. 
Experta en neuroética, se ha centrado especialmente en cuestiones relacionadas con la ética de los biobancos –los sistemas de almacenamiento, conservación y análisis de muestras biológicas.
Doctora en Filosofía por la Universidad de Lund (Suecia), ha sido investigadora y profesora invitada en varios centros internacionales, como por ejemplo el Balliol College (Universidad de Oxford, Reino Unido), la Universidad de Tasmania (Australia) o la École Normale Supérieure y el Collège de France en París (Francia). Entre el 1997 y el 2002 fue directora ejecutiva de la Standing Committee on Responsibility and Ethics in Science (SCRES), perteneciendo al Consejo Internacional para la Ciencia (ICSU).
Es autora de Neuroética. Cuando la materia se despierta.